# جک وید (آلاسکا)
جک وید (به انگلیسی: Jack Wade) یک منطقهٔ مسکونی در ایالات متحده آمریکا است که در حوزه نظر سنجی فیربانک جنوب شرقی واقع شده‌است. جک وید ۷۴۰٫۰۶ متر بالاتر از سطح دریا واقع شده‌است.